# Acide acétylacétique
L'acide acétylacétique est un acide carboxylique de formule brute C4H6O3, qui intervient dans le métabolisme des lipides. C'est le plus simple des bêta-cétoacides et, comme les autres membres de cette classe, il est plutôt instable.

## Propriétés
L'acide acétylacétique est un acide faible (comme la plupart des acides carboxyliques) avec un pKA de 3,77.  Il peut être préparé par saponification de l'acétoacétate d'éthyle (suivi par une acidification).
En général, l'acide acétylacétique est préparé à 0 °C et utilisé in situ immédiatement après. Il se décompose à vitesse moyenne en acétone et en dioxyde de carbone :
CH3–CO–CH2–COOH → CH3–CO–CH3 + CO2.
La forme acide a une durée de demi-vie de 140 minutes à 37 °C dans l'eau, alors que la forme basique (l'anion) en a une de 130 heures car il réagit au moins 50 fois plus lentement.

## Détection
Quand la quantité des corps cétoniques est mesurée via leur concentration dans les urines, ce sont en fait l'acide acétylacétique, l'acide β-hydroxybutyrique (BHB) et l'acétone qui sont détectés. On utilise pour cela des lamelles recouvertes de nitroprusside ou un réactif similaire. Le nitroprusside passe du rose au violet en présence d'acétylacétate, la base conjuguée de l'acide acétylacétique, le changement de couleur étant observé par rapport à une grille de couleurs.